# Maria Anna Amalie z Hesji-Homburga
Maria Anna Amalie z Hesji-Homburga (ur. 13 października 1785 w Bad Homburg vor der Höhe, zm. 14 kwietnia 1846 w Berlinie) – księżniczka Hesji-Homburga.
Maria Anna Amalie z Hesji-Homburga urodziła się 13 października 1785 roku w Bad Homburg vor der Höhe jako dwunaste dziecko i zarazem szósta córka landgrafa Hesji-Homburga Fryderyka V i księżnej Karoliny z Hesji-Darmstadt.
12 stycznia 1804 roku poślubiła Wilhelma, młodszego brata króla Prus Fryderyka Wilhelma III, z którym miała dziewięcioro dzieci:
- księżniczkę Fryderykę Ludwikę Karolinę Amalię (1805-1806)
- księżniczkę Irenę (1806-1806)
- syna (1809)
- księcia Fryderyka Tassilo Wilhelma (1811-1813)
- księcia Henryka Wilhelma Adalberta (1811-1873)
- księcia Fryderyka Wilhelma Tassilo (1813-1814)
- księżniczkę Marię Elżbietę Karolinę Wiktorię (1815-1885)
- księcia Fryderyka Wilhelma Waldemara (1817-1849)
- księżniczkę Fryderykę Franciszkę Augustę Marię Jadwigę (1825-1889), przyszłą królową Bawarii

W 1813 roku, w czasie wojny przeciw Napoleonowi, zaapelowała do pruskich kobiet o przekazywanie państwu biżuterii w celu finansowania armii antyfrancuskiej.